# Xenopsylla nuttalli
Xenopsylla nuttalli är en loppart som beskrevs av Ioff 1930. Xenopsylla nuttalli ingår i släktet Xenopsylla och familjen husloppor. Inga underarter finns listade i Catalogue of Life.